# 法爾茅斯 (麻薩諸塞州)
法爾茅斯（英語：Falmouth）是一個位於美國麻薩諸塞州巴恩斯特布爾縣的鎮。

## 人口
根據2020年美國人口普查的數據，法爾茅斯的面積為141.00平方千米，當中陸地面積為114.16平方千米，而水域面積為26.84平方千米。當地共有人口32517人，而人口密度為每平方千米231人。